# Décès en 977
Décès
- 973
- 974
- 975
- 976
- 977
- 978
- 979
- 980
- 981

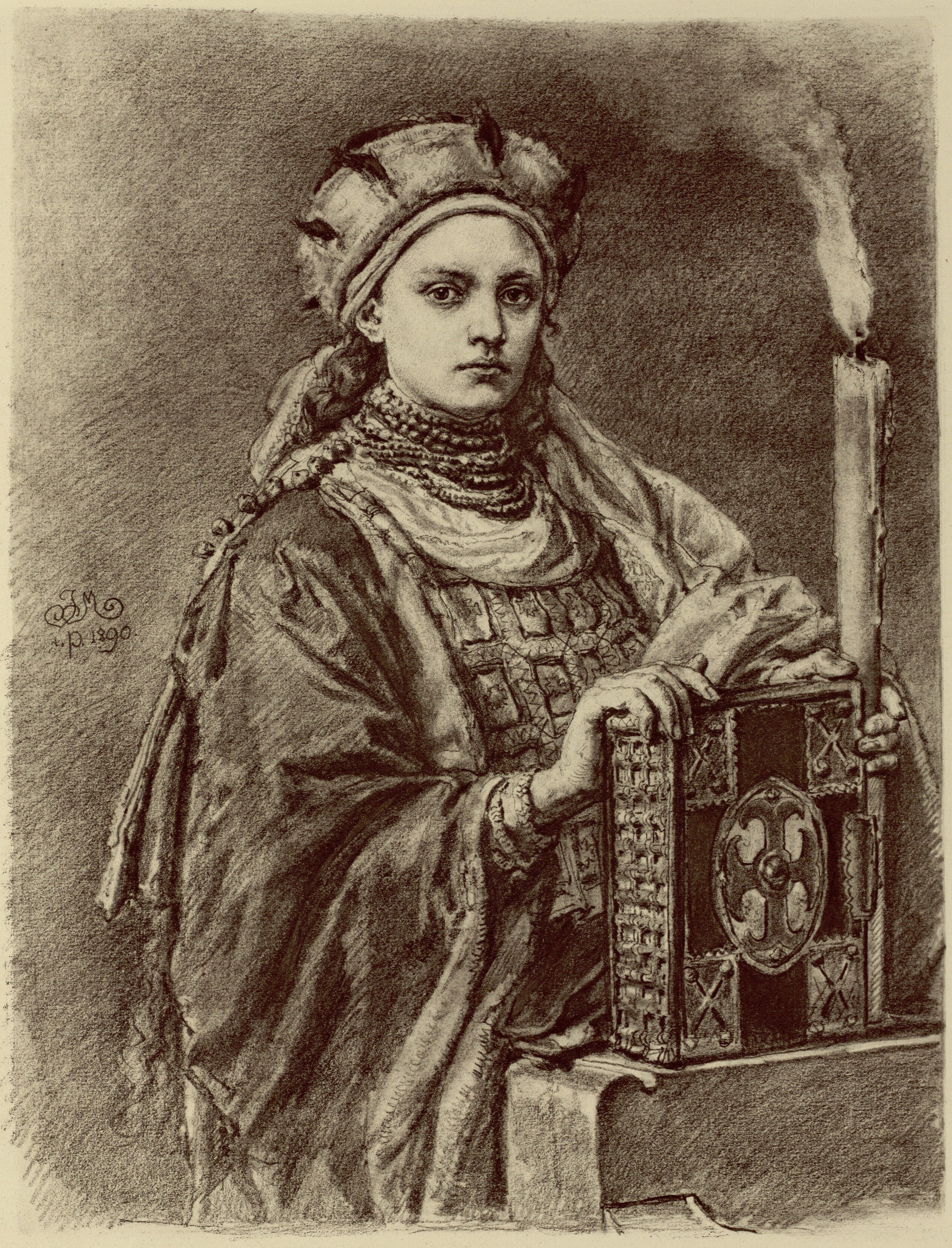
Dubravka, mort en 977.

Cette page dresse une liste de personnalités mortes au cours de l'année 977 :
- 30 avril : Sideman, évêque de Crediton, en Angleterre.
- novembre/décembre : Gisolf Ier de Salerne, prince de Salerne.
- 20 décembre: Fujiwara no Kanemichi, kugyo (noble japonais), en étant membre du clan Fujiwara, il est aussi l'un des régents Fujiwara.

- Achot III d'Arménie, ou Achot Voghormadz, roi d'Arménie.
- Amlaíb mac Ilduilb, roi des Scots.
- Boris II de Bulgarie, tsar de Bulgarie.
- Dubravka de Bohême, duchesse de Pologne.
- Ivarr de Limerick, dernier roi viking de Limerick et avant-dernier  Roi des Étrangers du Munster.
- Thorfinn Einarsson, ou Thorfinn Ier Einarsson  (en vieux-norrois : Þorfinnr hausakljúfr, c'est-à-dire Thorfinn le fendeur de crânes), comte des Orcades.
- Kamo no Yasunori, onmyōji, c'est-à-dire un praticien du onmyōdō - cosmologie ésotérique traditionnelle japonaise.
- Pierre Phocas, eunuque et général byzantin.
- Oleg Sviatoslavitch, prince russe.

## Crédit d'auteurs
- Cet article est partiellement ou en totalité issu de l'article intitulé « 977 » (voir la liste des auteurs).